# 하우첸베르크

하우첸베르크

하우첸베르크(독일어: Hauzenberg)는 독일 바이에른주에 위치한 도시로 면적은 82.82km2, 인구는 11,523명(2015년 12월 31일 기준), 인구 밀도는 140명/km2이다. 파사우에서 북동쪽으로 15km 정도 떨어진 곳에 위치한다.

시 문장